# Departamento General Obligado
General Obligado es un departamento en la provincia de Santa Fe, Argentina. Surgido en 1890, a partir de la división del antiguo departamento de San Javier, junto con la anexión de parte del Territorio Nacional del Chaco, fue llamado originalmente Reconquista. En 1907, durante la gobernación de Pedro Antonio Echagüe, se dispuso el cambio del nombre a General Obligado, en memoria de quien fuera el pionero en la conquista de estos territorios.

## Subdivisiones

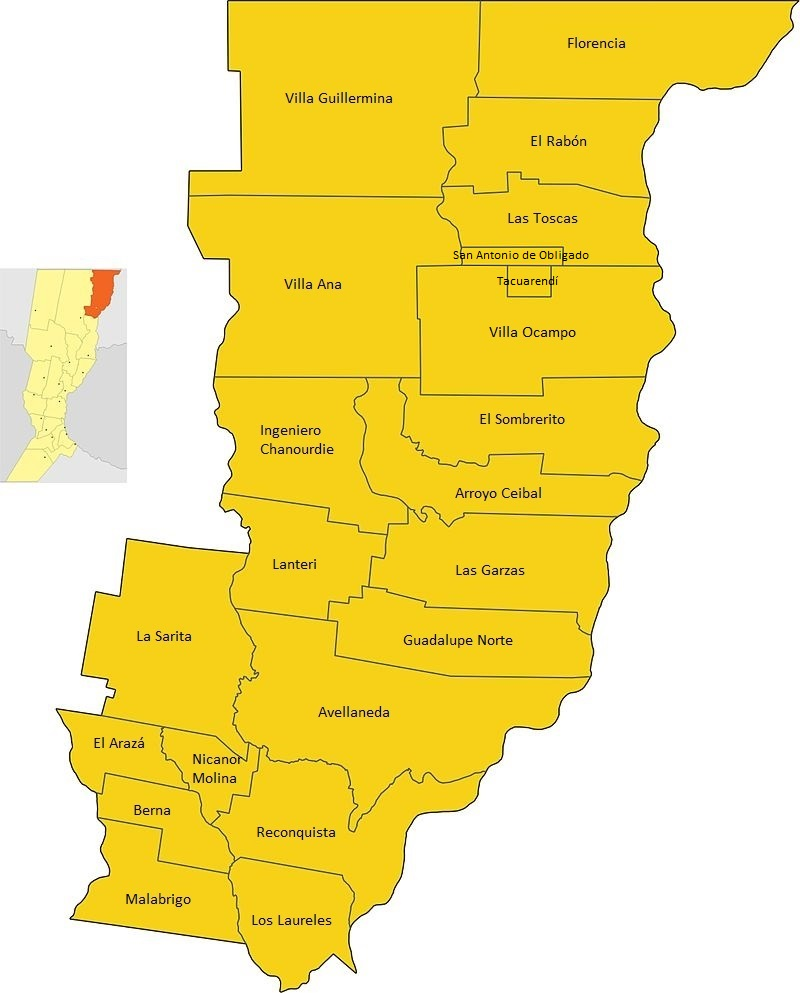
Distritos (Municipios y Comunas) del Departamento General Obligado.

El departamento se divide en 6 municipios:
- Avellaneda
- Florencia
- Las Toscas
- Malabrigo
- Reconquista
- Villa Ocampo

y 17 comunas:
- Arroyo Ceibal
- Berna
- El Arazá
- El Rabón
- El Sombrerito
- Guadalupe Norte
- Campo Hardy
- Ingeniero Chanourdie
- La Sarita
- Lanteri
- Las Garzas
- Los Laureles
- Nicanor Molinas
- San Antonio de Obligado
- Tacuarendí
- Villa Ana
- Villa Guillermina

Existen ademas otras 3 localidades que no se constituyen en gobiernos locales y se ubican dentro del territorio de otros municipios o comunas:
- Puerto Reconquista
- La Isleta
- San Manuel

## Demografía
Según los resultados definitivos del censo de 2022 la población del departamento alcanza los 197.986 habitantes.
La población se encuentra repartida en 101 511 mujeres y 96 475 hombres, con un índice de masculinidad de 95,0 hombres por cada 100 mujeres. 
La edad mediana de la población es de 31 años (32 años entre las mujeres y 30 años entre los hombres).
El 10,7% de la población tiene más de 65 años (frente al 8,1% en 2010), y el 2,2% de la población tiene más de 80 años (frente al 1,7% en 2010)
De las personas residentes en el departamento, unas 15 548 (7,8% del total departamental) nacieron en otra provincia, y unas 1 042 (0,5% del total departamental) lo hicieron fuera del país, siendo los grupos de inmigrantes más numerosos los provenientes de:
- Colombia: 133 personas
- Paraguay: 97 personas
- Bolivia: 67 personas
- Brasil: 44 personas
- Venezuela: 42 personas